# Zaitzeviaria kuriharai
Zaitzeviaria kuriharai is een keversoort uit de familie beekkevers (Elmidae). De wetenschappelijke naam van de soort werd in 2006 gepubliceerd door Kamite, Ogata & Satô.